# Coppa Italia Dilettanti (Fase Promozione) 1989-1990
La fase Promozione della Coppa Italia Dilettanti 1989-1990 è un trofeo di calcio cui partecipano le squadre militanti nella Promozione 1989-1990. Questa è la 9ª edizione. Le due finaliste, invece di scontrarsi per la Coppa Italia Interregionale, si qualificano per la "final four" per l'assegnazione della Coppa Italia Dilettanti 1989-1990 contro le due finaliste della fase Interregionale.

## Prima fase

### Lombardia
```
In un girone a 4 squadre, il 
Breno
 elimina Grumellese Palazzolo (2–1), Verolese Ocean (3–0) e 
Mapello
 (3–2).
```

### Friuli-Venezia Giulia
| Squadra 1         | Totale          | Squadra 2             | Andata     | Ritorno    |
| ----------------- | --------------- | --------------------- | ---------- | ---------- |
| PRIMO TURNO       | PRIMO TURNO     | PRIMO TURNO           | 27.08.1989 | 03.09.1989 |
| Maniago           | 4 – 2           | Bujese                | 2 – 1      | 2 – 1      |
| Juniors Casarsa   | 1 – 0           | Ronchi                | 0 – 0      | 1 – 0      |
| Pasianese Passons | 1 – 2           | Cussignacco           | 0 – 1      | 1 – 1      |
| Manzanese         | 2 – 2 (3-2 dtr) | Serenissima Pradamano | 2 – 0      | 0 – 2      |
| Trivignano        | 1 – 1 (4-3 dtr) | Palmanova             | 1 – 0      | 0 – 1      |
| Gradese           | 4 – 3           | Sevegliano            | 2 – 1      | 2 – 2      |
| Lucinico          | 2 – 0           | Cormonese             | 1 – 0      | 1 – 0      |
| Itala San Marco   | 1 – 5           | San Giovanni Trieste  | 1 – 1      | 0 – 4      |
| SECONDO TURNO     | SECONDO TURNO   | SECONDO TURNO         | 10.09.1989 | 20.09.1989 |
| Juniors Casarsa   | 1 – 2           | Maniago               | 1 – 1      | 0 – 1      |
| Trivignano        | 4 – 2           | Cussignacco           | 0 – 1      | 4 – 1      |
| Lucinico          | 1 – 2           | Manzanese             | 1 – 1      | 0 – 1      |
| Gradese           | 4 – 1           | San Giovanni Trieste  | 2 – 0      | 2 – 1      |

### Basilicata
3 gironi in cui partecipano 11 squadre di Promozione. Partite giocate il 27 agosto, 3 e 10 settembre.
- Girone A: Invicta Pescopagano-Pignola 1-0 e Pietragalla-Murese (posticipata al 31 agosto); Murese-Invicta Pescopagano e Pignola-Pietragalla; Murese-Pignola e Pietragalla-Invicta Pescopagano. La Murese si ritira senza mai giocare.
- Girone B: Tricarico-Scanzano (n.d,), riposa Santarcangiolese; Santarcangiolese-Tricarico, riposa Scanzano; Scanzano-Santarcangiolese, riposa Tricarico.
- Girone C: Spinoso-Lauria (giocata a Tramutola. 0-0) e Maratea-Moliterno; Moliterno-Spinoso e Lauria-Maratea; Maratea-Spinoso e Moliterno-Lauria. Il Moliterno non si è mai presentato poiché si attendeva l'esito della domanda di ripescaggio in Interregionale, che fu poi negativo.

Passano alla fase interregionale Pietragalla, Santarcangiolese e Maratea.

## Terzo turno
| Squadra 1     | Totale          | Squadra 2        | Andata     | Ritorno    |
| ------------- | --------------- | ---------------- | ---------- | ---------- |
| TERZO TURNO   | TERZO TURNO     | TERZO TURNO      | 01.11.1989 | 07.12.1989 |
| (LOM) Breno   | 2 – 1           | Voltese (LOM)    | 1 – 1      | 1 – 0      |
| (FVG) Maniago | 3 – 3 (5-6 dtr) | Bessica (VEN)    | 1 – 2      | 2 – 1      |
| (VEN) Jesolo  | 1 – 0           | Trivignano (FVG) | 1 – 0      | 0 – 0      |
| (VEN) Meolo   | 2 – 6           | Manzanese (FVG)  | 1 – 1      | 1 – 5      |
| (VEN) Resana  | 4 – 4 (5-6 dtr) | Gradese (FVG)    | 2 – 2      | 2 – 2      |

## Trentaduesimi di finale
| Squadra 1       | Totale       | Squadra 2                     | Andata     | Ritorno    |
| --------------- | ------------ | ----------------------------- | ---------- | ---------- |
| QUARTO TURNO    | QUARTO TURNO | QUARTO TURNO                  | 20.12.1989 | 03.01.1990 |
| (LOM) Breno     | 3 – 2        | Officine Bra Valpantena (VEN) | 2 – 0      | 1 – 2      |
| (FVG) Manzanese | 1 – 7        | San Paolo d'Argon (LOM)       | 1 – 2      | 0 – 5      |
| (VEN) Bessica   | 1 – 2        | Gradese (FVG)                 | 0 – 2      | 1 – 0      |

## Sedicesimi di finale
| Squadra 1      | Totale       | Squadra 2                      | Andata     | Ritorno    |
| -------------- | ------------ | ------------------------------ | ---------- | ---------- |
| QUINTO TURNO   | QUINTO TURNO | QUINTO TURNO                   | 14.02.1990 | 28.02.1990 |
| (LOM) Breno    | 2 – 1        | San Martino Buon Albergo (VEN) | 1 – 0      | 1 – 1      |
| (LOM) Albinese | 7 – 1        | Gradese (FVG)                  | 3 – 1      | 4 – 0      |

## Ottavi di finale
| Squadra 1   | Totale | Squadra 2                   | Andata | Ritorno |
| ----------- | ------ | --------------------------- | ------ | ------- |
| (LOM) Breno | 3 – 1  | Isola Sacra Fiumicino (LAZ) | 2 – 0  | 1 – 1   |

## Quarti di finale
| Squadra 1   | Totale | Squadra 2               | Andata | Ritorno |
| ----------- | ------ | ----------------------- | ------ | ------- |
| (LOM) Breno | 4 – 2  | Città di Castello (UMB) | 1 – 1  | 3 – 1   |

## Semifinali
| Squadra 1       | Totale | Squadra 2                | Andata | Ritorno |
| --------------- | ------ | ------------------------ | ------ | ------- |
| (LOM) Breno     | 2 – 1  | Alabastri Volterra (TOS) | 1 – 0  | 1 – 1   |
| (PUG) Putignano | ?      | ?                        | ?      | ?       |

## Verdetti
Breno e Putignano accedono alle "final four" della Coppa Italia Dilettanti 1989-1990.